# Majordom
Majordom je bil zgodnjesrednjeveški naziv in funkcija, ki je pomenila upravnika dvora, posebno v frankovskih kraljestvih 7. in 8. stoletja. Beseda izvira iz latinskega izraza maior domus.
V frankovski državi je bila funkcija dedna. Opravljali so jo pripadniki dinastije Karolingov, ki so s posestvi, ki jim jih je podarjal kralj (iz dinastije Merovingov), pridobivali vedno večjo moč. Ta je postala tako velika, da je Karoling Pipin Mali (741-768), ki je položaj majordoma sprejel leta 747, leta 751 prevzel krono države in tej so tako zavladali Karolingi.